# Hiroomi Takizawa
Hiroomi Takizawa (jap. 瀧澤宏臣 Takizawa Hiroomi; ur. 13 września 1973 r.) – japoński narciarz dowolny. Na mistrzostwach świata najlepszy wynik uzyskał podczas mistrzostw w Inawashiro, gdzie zajął 12. miejsce w skicrossie. Zajął także 29. miejsce w tej samej konkurencji na igrzyskach olimpijskich w Vancouver. Najlepsze wyniki w Pucharze Świata osiągnął w sezonie 2002/2003, kiedy to triumfował w klasyfikacji skicrossu. W sezonie 2006/2007, kiedy był trzeci w klasyfikacji skicrossu.

## Sukcesy

### Igrzyska olimpijskie
| Miejsce | Dzień     | Rok  | Miejscowość | Konkurencja | Zwycięzca      |
| ------- | --------- | ---- | ----------- | ----------- | -------------- |
| 29.     | 21 lutego | 2010 | Vancouver   | Skicross    | Michael Schmid |

### Mistrzostwa Świata
| Miejsce | Dzień   | Rok  | Miejscowość          | Konkurencja | Zwycięzca    |
| ------- | ------- | ---- | -------------------- | ----------- | ------------ |
| 25.     | 6 marca | 2007 | Madonna di Campiglio | Skicross    | Tomáš Kraus  |
| 12.     | 2 marca | 2009 | Inawashiro           | Skicross    | Andreas Matt |

#### Miejsca w klasyfikacji generalnej
- 2001/2002 – 28.
- 2002/2003 – -
- 2003/2004 – 13.
- 2004/2005 – 54.
- 2005/2006 – 57.
- 2006/2007 – 11.
- 2007/2008 – 31.
- 2008/2009 – 62.
- 2009/2010 – 129.

#### Miejsca na podium
1. Laax – 18 stycznia 2003 (Skicross) – 2. miejsce
2. Les Contamines – 12 marca 2003 (Skicross) – 1. miejsce
3. Les Contamines – 7 stycznia 2004 (Skicross) – 3. miejsce
4. Pozza di Fassa – 10 stycznia 2004 (Skicross) – 3. miejsce
5. Laax – 18 stycznia 2004 (Skicross) – 3. miejsce
6. Naeba – 21 lutego 2004 (Skicross) – 1. miejsce
7. Saas-Fee – 25 października 2004 (Skicross) – 3. miejsce
8. Flaine – 10 stycznia 2007 (Skicross) – 2. miejsce
9. Inawashiro – 16 lutego 2007 (Skicross) – 1. miejsce

- W sumie 3 zwycięstwa, 2 drugie i 4 trzecie miejsca.